# Warner Bros. Discovery
Warner Bros. Discovery, Inc. (WBD) — американська багатонаціональна компанія засобів масової інформації та розваг. Була вперше утворена шляхом виділення WarnerMedia компанією AT&T та її злиття з Discovery, Inc. 8 квітня 2022 року.
Власність компанії поділена на сім бізнес-підрозділів, включаючи флагманські кіно- і телевізійні студії Warner Bros., Home Box Office, Inc. (до якої входять HBO, Cinemax і Magnolia Network), CNN, U.S. Networks (яка включає в себе такі об'єкти лінійного телебачення, як Animal Planet, TLC, Cartoon Network, Adult Swim, Discovery Channel, Turner Classic Movies і його дочірні мережі, колишні канали Scripps Networks Interactive, такі як Food Network і HGTV, і колишні мережі Turner Broadcasting System, такі як TBS, TNT, і TruTV), а також частку в телемовній мережі The CW (у спільному володінні Paramount Global), Sports (до якої входять мережі Discovery Eurosport і Motor Trend, а також підрозділи Turner Sports і TNT Sports компанії WarnerMedia), Global Streaming & Interactive Entertainment (до якої входять потокові сервіси Discovery+ і HBO Max, а також видавець відеоігор Warner Bros. Interactive Entertainment) та міжнародні мережі. Компанія також є власником видавництва коміксів DC Comics.

## Історія

### Формування (2021–2022)

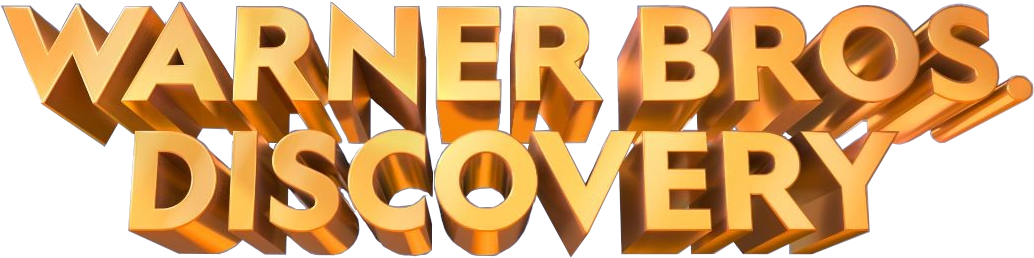
Початковий проект напису словесного знаку компанії.

16 травня 2021 року Bloomberg News повідомила, що AT&T розглядає пропозицію про звільнення від своєї дочірньої медіа-дочірньої компанії WarnerMedia (колишня Time Warner, яку AT&T придбала у 2018 році за трохи більше ніж 85 мільярдів доларів, намагаючись стати вертикально інтегрованим медіаконгломератом), та домогтися його злиття з Discovery, Inc., щоб утворити нову публічну компанію. AT&T і Discovery офіційно підтвердили угоду наступного дня; злиття буде структуровано як Reverse Morris Trust, де акціонери AT&T володіють 71% акцій нової компанії і призначать сім членів ради, а акціонери Discovery володіють 29% акцій і призначать шість членів ради. AT&T отримає 43 мільярди доларів США готівкою та боргами від продажу. Очікувалося, що злиття буде завершено в середині 2022 року.
Нову компанію очолить нинішній генеральний директор Discovery Девід Заслав. Позиція генерального директора WarnerMedia Джейсона Кілара у новій компанії була невизначеною. Заслав заявив, що дві компанії витрачатимуть 20 мільярдів доларів на рік на контент (випереджаючи Disney, Netflix та Amazon). Компанія прагне розширити свої потокові сервіси, які включають HBO Max від WarnerMedia, щоб досягти 400 мільйонів передплатників по всьому світу. Було заявлено, що компанія планує заощадити 3 мільярди доларів за рахунок співпраці протягом двох років.
1 червня 2021 року було оголошено, що об’єднана компанія буде відома як Warner Bros. Discovery, а проміжний слоган був оприлюднений під лозунгом «Те, з чого складаються мрії» — цитата з фільму Warner Bros. 1941 року «Мальтійський сокіл». Заслав пояснив, що компанія має на меті стати «найінноваційнішим, захоплюючим та найцікавішим місцем для розповіді історій у світі» та об’єднає Warner Bros. «базову столітню спадщину творчого, автентичного оповідання та сміливого ризику, щоб оживити найдивовижніші історії» з «чесністю, інноваційністю та натхненням Discovery».
У заяві SEC від 18 листопада 2021 року Discovery Inc. повідомила, що переговори з AT&T провалилися у квітні 2021 року через розбіжності щодо володіння новою компанією між AT&T і акціонерами Discovery, а також суму боргу, переданого Discovery коли вони об’єдналися з WarnerMedia, перед поновленням переговорів 17 травня 2021 року.
У листопаді 2021 року під час розмови про прибутки генеральний директор Discovery Streaming Дж. Б. Перретт обговорив можливі варіанти для свого потокового сервісу Discovery+ після злиття, включаючи об’єднання сервісу з HBO Max і, врешті, об’єднання їх під єдиною платформою з поєднанням технологій обох компаній. Він також зазначив, що WBD може віддати перевагу запуску Discovery+ і HBO Max як єдиної платформи на ринках, де Discovery+ ще не запущено, наприклад в інших частинах Азіатсько-Тихоокеанського регіону. 14 березня 2022 року фінансовий директор Discovery Гуннар Віденфелс, який обійме ту саму посаду після злиття, підтвердив, що такий перехід є довгостроковою метою.
22 грудня 2021 року угоду схвалила Європейська комісія. 5 січня 2022 року The Wall Street Journal повідомила, що WarnerMedia і Paramount Global (на той час називався ViacomCBS) вивчають можливий продаж або мажоритарної частки, або всієї The CW, і що Nexstar Media Group (яка стала найбільшою  афілійованою групою The CW, коли вона придбала колишнього співвласника The WB Tribune Broadcasting у 2019 році) вважалася провідним учасником торгів. Ця новина призвела до припущень, що, якщо відбудеться продаж, нове власникство може спрямувати мережу в новому напрямку, перетворивши The CW з мережі, орієнтованої на молодих дорослих, у мережу, яка представляла би більше непідписаних і навіть національних програм новин. Однак у звітах також зазначалося, що WarnerMedia та ViacomCBS можуть включати контрактні зобов’язання, які вимагатимуть від будь-якого нового власника купувати нові програми у цих компаній, що дозволить їм отримувати певний постійний дохід через мережу. Президент і генеральний директор мережі Марк Педовіц підтвердив розмови про потенційний продаж у листі для співробітників CW, але додав, що «занадто рано гадати, що може статися» і що мережа «повинна продовжувати робити те, що ми вміє найкраще».
26 січня 2022 року генеральний директор AT&T Джон Стенкі заявив, що очікується, що злиття завершиться десь у другому кварталі 2022 року. 1 лютого 2022 року повідомлялося, що AT&T завершила структуру злиття: WarnerMedia буде виділена пропорційно акціонерам AT&T, а потім об’єднається з Discovery Inc., щоб сформувати нову компанію. Трансакцію схвалив бразильський антимонопольний регулятор Cade 7 лютого, а потім Міністерство юстиції США 9 лютого. 11 березня 2022 року злиття було схвалено акціонерами Discovery. Через структуру злиття воно не вимагало окремого схвалення акціонерів AT&T.

### Початок діяльності (2022 – дотепер)
У заяві SEC від 25 березня 2022 року AT&T заявила, що двостороння торгівля акціями WBD та AT&T розпочнеться 4 квітня 2022 року, і що спеціальні дивіденди будуть випущені наступного дня, щоб акціонери AT&T отримати 0,24 акції у WBD за кожну акцію звичайних акцій AT&T, якими вони володіють. Злиття було офіційно завершено 8 квітня 2022 року, а торгівля на Nasdaq розпочалася 11 квітня; в цей час компанія представила свій остаточний логотип, на якому зображено виконання історичного щита з логотипу Warner Bros..
Об’єднана компанія залишила кількох топ-менеджерів WarnerMedia, включаючи керівників кіно і телебачення Тобі Еммеріх і Ченнінг Данджі, а також директора з контенту HBO і HBO Max Кейсі Блойс. Більшість керівних посад у компанії займають їхні колеги Discovery, зокрема Гуннар Віденфелс як фінансовий директор, Джей Бі Перретт як президент і генеральний директор глобального потокового й інтерактивного, а також головний директор Discovery з брендів стилю життя Кетлін Фінч, чия роль була розширена, щоб охопити більшість лінійних мереж об’єднаної компанії в США, окрім CNN (яку очолив Кріс Ліхт, замінивши Джеффа Цукера, що залишився), Magnolia Network (яка підпорядковується Блойсу, після того як раніше підпорядковувалася безпосередньо Заславу під Discovery) та підрозділу Turner Sports ( який наразі має вакансію з від’їздом Цукера, оскільки Ліхт буде курирувати лише CNN).
У вступній ратуші з Опра Вінфрі в якості ведучого Заслав заявив, що об’єднана компанія повинна мати «єдину культуру», яка «починатиметься з того, щоб люди відчували себе в безпеці, та щоб люди відчували, що їх цінують такими, які вони є», на відміну від того, що він описав як культуру внутрішньої конкуренції між підприємствами WarnerMedia. Він також очікував, що «уникнення інвестицій» через консолідацію зайвих бізнес-підрозділів (наприклад, потокової передачі) і персоналу стане одним з основних способів, за допомогою яких компанія досягне обіцяної економії 3 мільярдів доларів.
14 квітня 2022 року Variety повідомила, що компанія вивчає реструктуризацію DC Entertainment, щоб створити «тверду вертикаль контенту», більш схожу на Marvel Studios, яка буде відокремлена від Warner Bros. і матиме центральну фігуру для нагляду за її проектами. 21 квітня 2022 року Ліхт і Перретт оголосили про припинення роботи потокового сервісу CNN+, який був запущений лише за два тижні до завершення злиття; нове керівництво вважало, що це несумісне з їхньою метою створення уніфікованого потокового сервісу для всіх об’єктів WBD.
У дзвінку інвесторів 26 квітня (одночасно зі звітами про прибутки Discovery Inc. за перший квартал, за винятком WarnerMedia як окремих організацій), Заслав протиставив стрімінговий бізнес компанії Netflix (чиї акції впали після квартальної втрати передплатників), описуючи Warner Bros. Discovery як «набагато більш збалансовану та конкурентоспроможну компанію», яка буде «розумно інвестувати в масштабах», без «перевитрат» на зростання, і що її потоковий бізнес доповнить її лінійне телебачення. Він заявив, що HBO Max має «значний відтік передплатників», і що заплановане його злиття з Discovery+ допоможе зменшити його, пропонуючи більш широкий спектр контенту. Повідомлялося, що компанія також призупинила розробку сценаріїв на TBS і TNT, щоб оцінити їхні стратегії. Наступного дня Заслав придбав акції WBD на суму приблизно 1 мільйон доларів.
11 травня 2022 року Warner Bros. Discovery усунув кілька керівних посад, перенесених з WarnerMedia, включаючи голову Дітей, Молоді та Класики Тома Ашайма та генерального менеджера TBS, TNT і TruTV Бретта Вайца. Ці мережі буде контролювати Фінч як голова U.S. Networks, а студії відділу для дітей, молоді та класики будуть переведені під керівництво Warner Bros. Television. Того ж дня компанія оголосила про угоду з британською телекомунікаційною компанією BT Group про внесення своїх каналів BT Sport у спільне підприємство 50/50 зі своїми каналами UK Eurosport і в кінцевому підсумку їх об’єднати.

## Активи
Warner Bros. Discovery складається з восьми основних підрозділів:
- Warner Bros. поділяється на три групи вмісту, наведені нижче.
  - Warner Bros. Entertainment Group складається з активів, включаючи Warner Bros. Theatre Ventures, Turner Entertainment, WaterTower Music і Warner Bros. Studio Operations.
    - DC Entertainment складається з видавництва коміксів DC Comics та пов’язаних з ним інтелектуальних властивостей. Підрозділ співпрацює з іншими дочірніми компаніями Warner Bros. над контентом, адаптованим з його властивостей, таким як фільми, телесеріали та відеоігри[36].

  - Warner Bros. Pictures Group складається з компаній, що займаються зйомками розваг і театральних розваг, включаючи Warner Bros. Pictures, New Line Cinema, DC Films, Warner Animation Group та Castle Rock Entertainment. Відділ очолює Тобі Еммеріх.
  - Warner Bros. Television Group складається з мережі США та міжнародної мережі телевізійних компаній, включаючи флагманську компанію Warner Bros. Television, поряд із Telepictures, Alloy Entertainment, Warner Bros. Animation, Cartoon Network Studios, Williams Street і Warner Horizon Unscripted Television. Відділ також відповідає за 50% All3Media і 50% The CW. Відділ очолює Ченнінг Данджі.
- CNN Global керує новинним каналом CNN та іншими глобальними новинними активами, що належать Warner Bros. Discovery, включаючи дочірню мережу HLN та різні міжнародні філії CNN. Відділ очолює Кріс Ліхт.
- Warner Bros. Discovery U.S. Networks володіє та/або керує більшістю лінійних кабельних мереж компанії в Сполучених Штатах, включаючи колишні канали Discovery Communications (такі як Discovery Channel, TLC, Animal Planet, OWN і Investigation Discovery ), канали Scripps Networks Interactive (такі як Food Network і Cooking Channel з Nexstar Media Group, HGTV і Magnolia Network — спільне підприємство з Чіпом і Джоанною Гейнс), а також канали Turner Broadcasting (включаючи TBS, TNT, TruTV, Turner Classic Movies і Cartoon Network/Adult Swim серед інших). Відділ очолює Кетлін Фінч.
- Home Box Office, Inc. є материнською компанією платного телебачення HBO та Cinemax. Відділ очолює Кейсі Блойс, який обіймає посаду директора з контенту для HBO та його передплатного потокового сервісу HBO Max.
- Warner Bros. Discovery Sports керує глобальним спортивним бізнесом компанії, включаючи Turner Sports і AT&T SportsNet в США, Eurosport в Європі, TNT Sports в Латинській Америці та Warner Bros. Discovery Golf (який включає міжнародний потоковий сервіс GolfTV та видання про гольф Golf Digest ).
- Warner Bros. Discovery Global Streaming & Interactive Entertainment керує діяльністю платформ компанії, що прямують до споживачів, онлайн-брендів та ігрового бізнесу, включаючи потокові сервіси HBO Max і Discovery+, Warner Bros. Interactive Entertainment та цифровою медіа-компанією Otter Media. Відділ очолює Жан-Бріак Перретт.
- Warner Bros. Discovery Enterprises  керує тематичними парками та студійними турами Warner Bros. Додаткові бізнес-сегменти включають підрозділи, відповідальні за глобальне розповсюдження контенту (до складу якого входить Warner Bros. Worldwide Television Distribution і Warner Bros. Home Entertainment) та продаж реклами. Підрозділ очолює Брюс Кемпбелл, який обіймає посаду головного директора з доходів компанії.
- Warner Bros. Discovery International зосереджується на локальних і регіональних варіаціях, які поширюються на глобальний ринок через операції для своїх внутрішніх телевізійних каналів, включаючи специфічні для регіону операції, такі як TVN Group в Польщі та Three в Новій Зеландії, а також відповідає за поширення лінійних мереж від CNN Global та Warner Bros. Discovery Sports, розділений на п’ять регіональних центрів: Азіатсько-Тихоокеанський регіон, Європа, Близький Схід і Африка (EMEA), Нова Зеландія, Польща[48] та Америка. Дивізіон очолює Герхард Цайлер.

## Лідерство
| Board of Directors - Samuel A. DiPiazza (Chairman) - David Zaslav - Robert R. Bennett - Li Haslett Chen - Richard W. Fisher - Paul A. Gould - Debra L. Lee - Dr. John C. Malone - Fazal Merchant - Steven A. Miron - Steven O. Newhouse - Paula A. Price - Geoffrey Y. Yang | Executives - David Zaslav, President and Chief Executive Officer - Gunnar Wiedenfels, Chief Financial Officer - Adria Alpert Romm, Chief People and Culture Officer - Bruce Campbell, Chief Revenue and Strategy Officer - David Leavy, Chief Corporate Affairs Officer - Lori Lock, Chief Accounting Officer - Savalle Sims, General Counsel - Jon Steinlauf, Chief U.S. Advertising Sales Officer - Toby Emmerich, Chairman, Warner Bros. Pictures Group - Channing Dungey, Chairwoman, Warner Bros. Television Group - Kathleen Finch, Chairwoman and Chief Content Officer, US Networks Group - JB Perrette, Chief Executive Officer and President, Warner Bros. Discovery Global Streaming and Interactive Entertainment - Gerhard Zeiler, President, Warner Bros. Discovery International - Casey Bloys, Chief Content Officer of HBO and HBO Max - Chris Licht, Chairman and Chief Executive Officer, CNN Global |